# Leo (film indien, 2023)
Pour les articles homonymes, voir Léo.
Pour plus de détails, voir Fiche technique et Distribution.
Leo est un film indien réalisé et co-écrit par Lokesh Kanagaraj (en), sorti en 2023. Le film met en vedette les acteurs Vijay, Trisha, Gautham Menon, Sanjay Dutt et Arjun Sarja (en). Il est adapté et inspiré du film A History of Violence de David Cronenberg, sorti en 2005. C'est le troisième film du Lokesh Cinematic Universe (LCU) (en) après Kaithi (en) (2019) et Vikram (2022).

## Synopsis
Parthiban et sa famille vivent à Theog dans l'Himachal Pradesh où ils tiennent un café et mènent une vie paisible. Après que le protagoniste est devenu un héros pour avoir sauvé sa fille et une de ses employées d'une bande de malfrats, plusieurs personnages viennent à sa rencontre et le soupçonnent d'être un dangereux membre d'une famille de gangsters.

## Fiche technique
Sauf indication contraire, les informations mentionnées dans cette section peuvent être confirmées par la base de données cinématographiques IMDb,  présente dans la section « Liens externes ».
- Titre français : Leo
- Réalisation : Lokesh Kanagaraj
- Scénario : Lokesh Kanagaraj, Rathna Kumar et Deeraj Vaidy
- Direction artistique : Satheesh Kumar et Irfan Rashid Sheikh
- Costumes : Eka Lakhani, Praveen Raja et Pallavi Singh
- Photographie : Manoj Paramahamsa
- Montage : Philomin Raj
- Musique : Anirudh Ravichander
- Pays d'origine : Inde
- Langue originale : tamil
- Format : Couleurs - 2,35:1
- Genre : action, drame, policier
- Durée : 164 minutes
- Date de sortie :
  - Monde : 19 octobre 2023

## Distribution
- Vijay : Parthiban / Leo Das
- Trisha Krishnan : Sathya
- Gautham Menon : Joshy Andrews
- Sanjay Dutt : Antony Das
- Priya Anand : Priya Andrews
- Kamal Haasan : Agent Vikram
- Arjun Sarja : Harold Das
- Madonna Sebastian : Elisa Das
- Mysskin : Shanmugam
- Mathew Thomas : Siddharth
- Mansoor Ali Khan : Hridayaraj D'Souza
- George Maryan : Napoleon
- Anurag Kashyap : Daniel (caméo)

## Production
Leo marque la deuxième collaboration entre Vijay et Lokesh après Master, la troisième collaboration entre Lokesh et Anirudh après justement Master et Vikram et la cinquième collaboration entre Vijay et Trisha Krishnan.

### Musique
La musique est composée par Anirudh Ravichander.
1. Bloody Sweet
2. Naa Ready'
3. Glimpse of Antony Das
4. Anbenum
5. Glimpse of Harold Das
6. Badass
7. Lokiverse 2.0
8. Ratata